# Emigrant Gap
Emigrant Gap es un área no incorporada ubicada en el condado de Placer en el estado estadounidense de California.

## Geografía
Emigrant Gap se encuentra ubicada en las coordenadas 39°17′49″N 120°40′22″O / 39.29694, -120.67278.